# Варден (Монтана)
Варден (енгл. Worden) насељено је место без административног статуса у америчкој савезној држави Монтана.

## Демографија
По попису из 2010. године број становника је 577, што је 71 (14,0%) становника више него 2000. године.
| Група             | 2000.       | 2010.       |
| Белци             | 472 (93,3%) | 536 (92,9%) |
| Афроамериканци    | 3 (0,6%)    | 2 (0,3%)    |
| Азијати           | 1 (0,2%)    | 2 (0,3%)    |
| Хиспаноамериканци | 18 (3,6%)   | 22 (3,8%)   |
| Укупно            | 506         | 577         |